# Port Douglas
Port Douglas è un villaggio costiero e località nella Contea di Douglas, Queensland, circa 60 km a nord di Cairns. Nel 2016, Port Douglas aveva una popolazione di 3 504 abitanti. La popolazione della città può spesso raddoppiare, tuttavia, con l'afflusso di turisti durante l'alta stagione turistica da maggio a settembre. La città prende il nome in onore di un ex Premier del Queensland, John Douglas. Port Douglas si sviluppò rapidamente basandosi sull'industria mineraria. Altre parti dell'area furono stabilite con il taglio del legname che si verificava nell'area circostante il fiume Daintree e con l'insediamento che iniziava a verificarsi su lotti intorno al fiume Mossman entro il 1880.
Port Douglas è situata adiacente a due aree Patrimonio dell'Umanità, la Grande Barriera Corallina e la foresta pluviale di Daintree.

## Storia

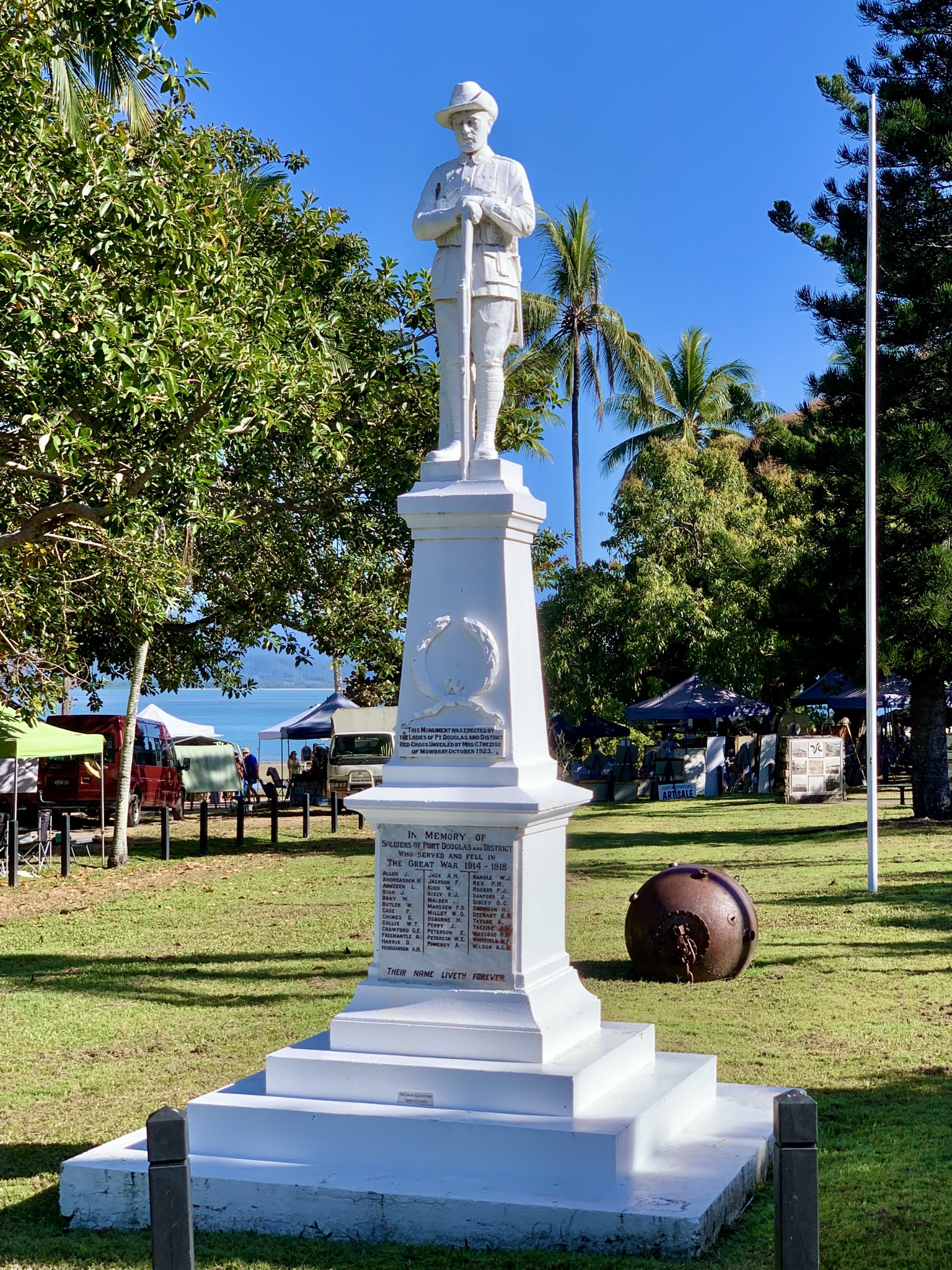
Memoriale di guerra di Port Douglas, 2020

Port Douglas venne fondata nel 1877 dopo il ritrovamento di oro presso il fiume Hodgkinson da James Venture Mulligan. L'ufficio postale di Port Douglas venne aperto il 1 settembre 1877. Il paese crebbe rapidamente e al suo apice Port Douglas contava una popolazione di 12 000 abitanti.
La Port Douglas State School aprì l'11 novembre 1879, ma chiuse nel 1962. Venne il 23 gennaio 1989. 
Quando la ferrovia Kuranda da Cairns a Kuranda fu completata nel 1891, l'importanza di Port Douglas diminuì insieme alla sua popolazione. Un ciclone nel 1911 distrusse o danneggiò gravemente tutti tranne sette edifici residenziali e 4 edifici commerciali, inclusi gli edifici del molo (ricostruiti), il tribunale (ricostruito), la chiesa cattolica (ricostruita) e il tempio cinese (non ricostruito). Al censimento del 1960 la città, allora poco più di un villaggio di pescatori, aveva una popolazione di circa 100 abitanti.
Il Port Douglas War Memorial è stato inaugurato il 10 febbraio 1923 dalla signora Tresize. 
Alla fine degli anni '80 il turismo esplose nella regione, dopo che l'investitore Christopher Skase ha finanziato la costruzione dello Sheraton Mirage Port Douglas Resort.
Il video musicale del singolo del 1988 di Kylie Minogue It's No Secret è stato girato qui. 
Nel novembre 1996 il presidente degli Stati Uniti Bill Clinton e la First Lady Hillary Clinton hanno scelto la città come unica tappa di vacanza durante la loro storica visita in Australia. Durante una cena in un ristorante locale hanno assistito al certificato di matrimonio di una coppia. 
In una visita di ritorno l'11 settembre 2001, Bill Clinton stava di nuovo cenando in un ristorante locale, quando fu informato degli attacchi dell'11 settembre. Egli tornò negli Stati Uniti il giorno seguente. 
Il 4 settembre 2006, il personaggio televisivo e ambientalista Steve Irwin è morto a Batt Reef, al largo di Port Douglas, dopo che la punta di una pastinaca gli ha trafitto il cuore durante le riprese di un documentario intitolato The Ocean's Deadliest. Irwin è stato filmato mentre faceva snorkeling direttamente sopra la pastinaca quando lo ha punto con la coda, uccidendolo quasi immediatamente. L'evento è stato ampiamente riportato in Australia e all'estero. 
Sebbene storicamente e attualmente Port Douglas sia con l'area del governo locale di Shire Douglas, tra il 2008 e il 2013, è stato all'interno della regione di Cairns a seguito di una fusione del governo locale che è stata successivamente annullata a seguito di un voto dei residenti dell'area. 
Port Douglas fu un luogo popolare per godersi lo spettacolo dell'eclissi solare del 14 novembre 2012 che si è verificata alle 6:38 del mattino (ora locale). In migliaia si sono recati a Port Douglas per vedere il fenomeno.

## Elenchi del patrimonio

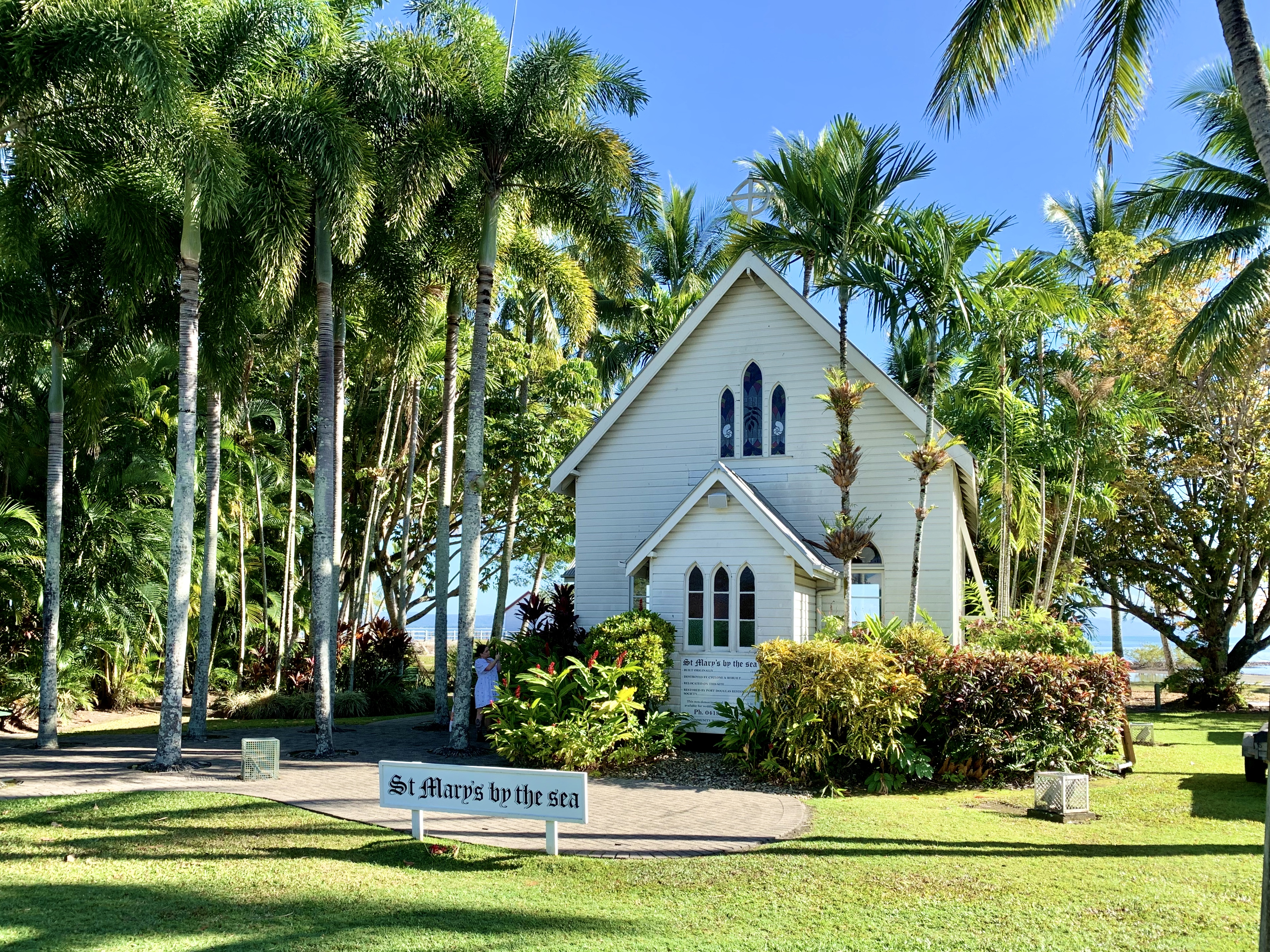
St Mary's by the Sea (ex chiesa cattolica, 1914-1988).

Port Douglas ha una serie di siti patrimonio dell'umanità, tra cui:
- Macrossan Street: FDA Carstens Memorial
- Wharf Street: St Mary's by the Sea
- 6 Dixie Street: Port Douglas Wharf
- 25 Wharf Street: Museo della Corte di Port Douglas

## Popolazione
Nel censimento del 2016, vi erano 3.504 abitanti a Port Douglas. Il 56,6% di questi è nato in Australia. Altri paesi paesi di nascita più comuni sono stati l'Inghilterra 6,3% e la Nuova Zelanda 5,9%. Il 76,6% delle persone parlava solo inglese a casa. Le risposte più comuni per la religione sono state No Religion, così descritte il 41,1% e cattolico il 17,4%.

## Clima
Port Douglas ha un clima monsonico tropicale secondo la classificazione climatica di Köppen (Am), con caldi estati e altrettanto caldi inverni. secondo il clima del territorio, forti piogge che si verificano principalmente da gennaio a marzo, il mese più piovoso dell'anno è tipicamente febbraio. La temperatura media del mare varia da 23,7 °C (74,7 °F) a luglio a 29,5 °C (85,1 °F) a gennaio.

## Formazione scolastica
La Port Douglas State School è una scuola primaria governativa per ragazzi e ragazze a Endeavour Street (16.5242°S 145.4612°E). Nel 2017, la scuola ha avuto un'iscrizione di 281 studenti con 20 insegnanti (17 equivalenti a tempo pieno) e 12 personali non docenti (8 equivalenti a tempo pieno). 
Per la scuola secondaria, Port Douglas fa parte del bacino di utenza della Mossman State High School.

## Servizi
La Port Douglas Community Hall ospita la Port Douglas Library, 11-29 Mowbray Street, gestita dal Douglas Shire Council. La Biblioteca è stata inaugurata nel 2010. Un'altra biblioteca filiale si trova a Mossman. 
La filiale di Port Douglas della Queensland Country Women's Association si riunisce presso la CWA Hall a 8 Blake Street. 
La chiesa cattolica di St Mary si trova in 2 Endeavour Street. Si trova all'interno della parrocchia Mossman-Port Douglas della diocesi cattolica romana di Cairns.

## Eventi

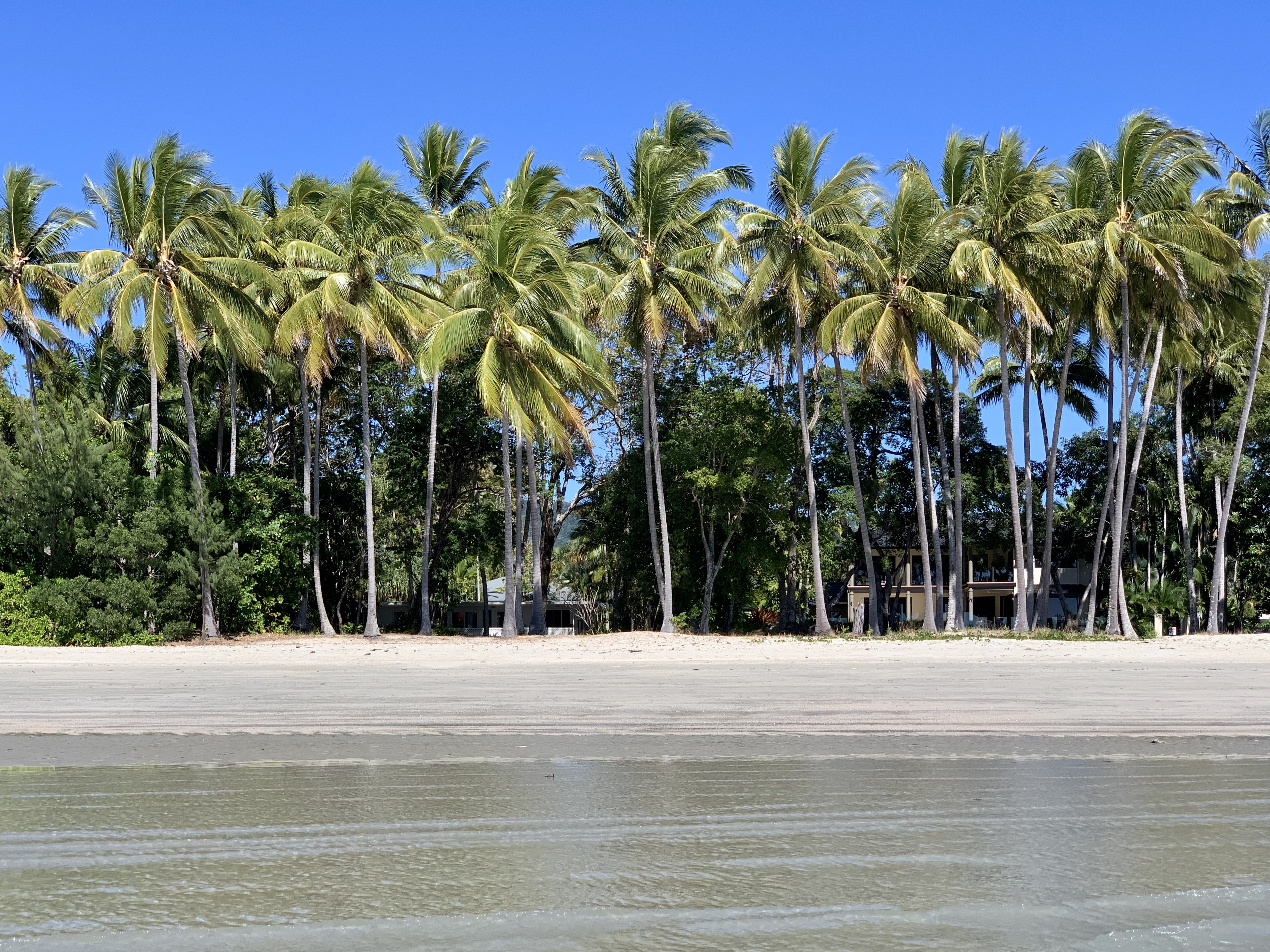
Spiaggia a Port Douglas

L'annuale Carnevale di Port Douglas si tiene a maggio e dura 10 giorni per due fine settimana, iniziando con una parata che attira oltre 10 000 persone.
Nel mese di ottobre si tiene inoltre il Festival della Maratona della Grande Barriera Corallina.

## Attrazioni

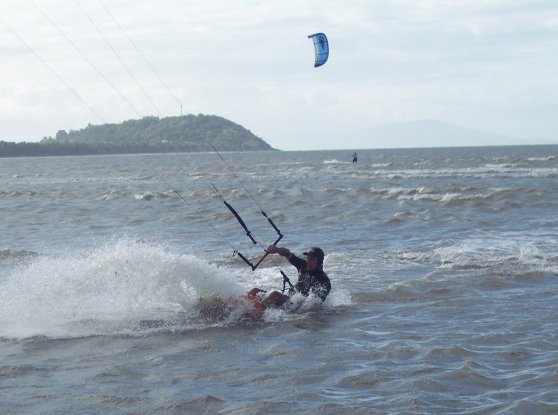
Kitesurf a Port Douglas, Australia.

Il kitesurf è popolare all'estremità meridionale di Four Mile Beach, in particolare durante i mesi invernali quando gli alisei soffiano da sud.
Port Douglas è vicino alla Grande Barriera Corallina. Numerose compagnie organizzano viaggi giornalieri dal porto turistico alla barriera corallina esterna e alle Low Isles per le immersioni subacquee e lo snorkeling. Port Douglas è anche noto per i suoi numerosi ristoranti, passeggiate, campi da golf e resort a cinque stelle.